# Дамбо
Дамбо (англ. «Dumbo») — мультфільм 1941 року студії Дісней. Режисер — Бен Шарпстін. Виробництво: США.
Мультфільм отримав приз Каннський кінофестиваль в 1947 за найкращу анімацію. Мультфільм отримав премію «Оскар» у 1942 році за найкращу музику до фільму. Також він висувався на «Оскар» у 1942 в номінації «Найкраща пісня з фільму».
Головного героя стрічки створив син українських емігрантів Білл (Володимир) Титла, спостерігаючи за своїм дворічним сином Петром.

## Сюжет
Цирковій слонисі місис Джамбо лелека приносить слоненя — Джамбо-молодшого. Через незвичайно великі вуха слоненяти його незлюбили інші мешканці цирку, давши йому прізвисько «Дамбо» (від англ. Dumb — дурний). Оберігаючи Дамбо від глузувань глядачів, місис Джамбо нападає на дресирувальника, за що її замикають в окремій клітці. Після того, як Дамбо стає причиною невдачі складного циркового трюку, він остаточно робиться ізгоєм. Відтепер єдиний друг Дамбо — миша Тімоті. Помилково вживши спиртне (у бочку з водою, звідки пили слоненя і миша, впала пляшка шампанського) і прокинувшись на гілці дерева, Дамбо за допомогою Тімоті, своїх нових друзів ворона і «чарівного пера», переконується в тому, що вміє літати. Повернувшись в цирк, Дамбо здійснює ефектний політ на фінальному виступі, стає головною цирковою зіркою і возз'єднується з матір'ю.

## Український дубляж
- Олександр Завальський — Тім
- Максим Кондратюк — Шоумен, Ворон Пузань
- Дмитро Завадський — Лелека
- Людмила Ардельян — Кетті
- Олена Бліннікова — Мамця
- Олена Борозенець — Нюся
- Олена Узлюк — Фіфа
- Олексій Радько — Ворон Денді
- Михайло Войчук — Ворон Бриль, Клоун 2
- Олександр Погребняк — Ворон в окулярах
- Володимир Кокотунов — Ворон Пастор, диктор
- Володимир Канівець — Джо, Клоун
- Олег Лепенець — Клоун 1
- Вікторія Хмельницька — Місис Джамбо
- Пісні виконують: Тетяна Піроженко, Сергій Юрченко, Євген Анішко

Фільм дубльовано студією «Le Doyen» на замовлення «Disney Character Voices International» у 2017 році.
- Режисер дубляжу — Людмила Ардельян
- Перекладач — Дмитро Рассказов-Тварковський
- Музичний керівник — Тетяна Піроженко
- Диктор — Михайло Войчук

## Ланка
- Офіційний сайт  (англ.)
- Дамбо на сайті Big Cartoon DataBase (англ.)

| Мультфільми | Це незавершена стаття про анімаційний фільм. Ви можете допомогти проєкту, виправивши або дописавши її. |